# Earth 2140
Earth 2140 (с англ. — «Земля 2140») — компьютерная игра, двумерная стратегия реального времени в духе Command and Conquer. Создана в 1997 году польским разработчиком компьютерных игр Reality Pump. Из-за недостатка маркетинга игра была практически неизвестна в США и в Восточной Европе. Спустя некоторое время после выхода Earth 2140 были созданы Earth 2150 и Earth 2160. Игра получила широкую известность в Турции благодаря хорошему маркетинговому плану в Западной Европе и перевода игры на турецкий язык.
28 июня 2012 года игра для платформы Apple Mac появилась в магазине Mac App Store. 15 ноября 2013 года вышла Steam-версия игры.

## Сюжет
Как и указывает название игры «Earth 2140», действия разворачиваются в 2140 году на планете Земля. Войны привели к образованию обширных пустынь, малопригодных для жизни. Большей части населения приходится проживать в бункерах. На Земле образовалось две фракции, борющихся за ресурсы. Первая — Евразийская Династия (ЕД), образованная на территории Европы и Азии. Вторая — Соединенные Цивилизованные Штаты (СЦШ), образованные на территории США. Внезапное и подлое нападение СЦШ на базу ЕД было достаточным для того, чтобы разжечь полномасштабную войну. ЕД терпит неудачу в Мексике. СЦШ проводит контратаки на территории Скандинавии, Великобритании, Франции и Пиренейском полуострове.

## Фракции

### Соединённые Цивилизованные Штаты (СЦШ)
Соединённые Штаты контролируют Северную и Южную Америку, населёнными в основном гедонистами. Большая часть работы выполняется с помощью роботов. У СЦШ автоматизация на высоком уровне, управление политикой и войной возлагается на машины. Представители СЦШ являются зачастую хулиганами, и их часто называют свиньями и лентяями. У СЦШ есть военный компьютер ГОЛАН, командующий войсками. Он способен рассчитывать мощь армии, способен предвидеть исход битвы, управлять любым числом подразделений. Но ГОЛАН выдает и ошибочные результаты. После заметных потерь в Мексике, допущенных компьютером ГОЛАН, военные действия затихают. ГОЛАНу требуется сделать ряд расчетов для обнаружения ошибочных приказов в фактически проигранной битве за мексиканскую территорию. Затем СЦШ производит новое нападение на ЕД, в результате чего СЦШ отбивают большую часть территории Мексики и вскоре практически вся Европа находится под контролем СЦШ.
Штаты используют боевые роботы Серебряной серии в качестве основной пехоты. Внешне они напоминают роботов T-серии из фильма Терминатор. Серебряные роботы могут быть вооружены тяжёлыми пулеметами, ракетными установками, зарядами С4 для самоуничтожения, или, со временем, маленькими плазменными пушками. Так, им доступны лёгкие машины RAPTOR (ХИЩНИК), оборудованные двумя пулемётами или парой ракетных установок; средние машины TIGER (ТИГР) с напалмом, гранатомётами и ракетными установками (броня защищает от стрелкового огня и орудий среднего калибра) и SPIDER (ПАУК), оборудованные двумя тяжёлыми плазменными установками (модификация ПАУК II несёт до 4 тяжёлых ракетных установок). На море СЦШ используют субмарины, невидимые противнику до нападения. В воздухе СЦШ применяются плазменные бомбардировщики, крайне уязвимые, но наносящие огромный ущерб по наземным целям, и лёгкие истребители, имеющие сдвоенный пулемет. Их аналогом у ЕД является вертолёт со сдвоенным пулеметом.

### Евразийская Династия (ЕД)
Евразийская Династия контролирует значительную часть территории Европы, Севера Африки, и большую часть России. ЕД правит монархия под управлением жестокой Династии Хана. Жизнь сложна, жители территорий, подвластных династии, не могут позволить себе роскоши, вкусной еды, а продолжительность жизни низка. ЕД использует в войнах традиционные транспортные средства: танки и вертолёты. Из высокотехнологичного оружия доступны ионные орудия, лазеры и генераторы невидимости.
ЕД полагается на танки и солдат. Пехота очень уязвима для взрывов, одна ракета способна уничтожить целую группу солдат. В то же время, каждый солдат имеет в распоряжении гранаты, что делает их более эффективными против техники, чем пехота с автоматическим оружием, являющаяся базовой у противника. ЕД имеет значительное преимущество в воздухе за счет вертолётов, имеющих ракеты в одном из вариантов исполнения. ЕД также использует традиционные крейсеры, линкоры и прочее. Танки могут быть покрыты стандартной броней, оборудованы ракетными установками, пулеметами, а позже — ионным и лазерным вооружением.

## Дополнения
Дополнительные пакеты для игры:
- Earth 2140: Mission Pack 1
- Earth 2140: Mission Pack 2 — Final Conflict

## Оценки
| Русскоязычные издания | Русскоязычные издания |
| Издание               | Оценка                |
| --------------------- | --------------------- |
| «Страна игр»          | 7/10                  |